# Ehrgeiz
Ehrgeiz: God Bless the Ring (в пер. с нем. — «Тщеславие: Да благословит Бог ринг»), японское название Ehrgeiz (яп. エアガイツ Эагайцу) — видеоигра в жанре файтинг, разработанная студией DreamFactory и выпущенная в 1998 году компанией Namco. Изначально издавалась в виде аркадных автоматов и распространялась только на территории Японии, но позднее была портирована для игры на приставке PlayStation и при участии конторы Square выпущена в других регионах, в том числе в Северной Америке и Европе. Спустя 10 лет, в 2008 году компания Square Enix адаптировала Ehrgeiz для скачивания через сервис PlayStation Network.

## Персонажи
Главной особенностью игры является присутствие персонажей из Final Fantasy VII (в версии для PlayStation). Среди игровых бойцов Клауд Страйф, Тифа Локхарт, Сефирот, Юффи Кисараги, Винсент Валентайн и Зак Фэйр (последние трое изначально отсутствуют, но могут быть открыты при выполнении некоторых условий).

## Разработка
Компания DreamFactory ранее была известна по файтингу Tobal No. 1, режиссёром-постановщиком выступил Сэйити Исии, принимавший участие в разработке таких игр как Tekken и Virtua Fighter. Дизайн всех персонажей разработал штатный художник Square Тэцуя Номура. Написанием музыки занимался Такаюки Накамура, в саундтрек, изданный 21 ноября 1998 года, вошла шестьдесят одна звуковая дорожка.

## Отзывы
| Сводный рейтинг | Сводный рейтинг |
| Агрегатор       | Оценка          |
| --------------- | --------------- |
| GameRankings    | 75,51 %         |

К декабрю 2004 года в Японии было продано 340 937 копий игры. С момента издания Ehrgeiz удостоился смешанных отзывов, главный японский игровой журнал Famitsu дал игре 32 балла из 40-а, а в ноябре 2000 года поставил её на 73-е место в списке лучших 100 игр, когда-либо издававшихся для приставки PlayStation. Общий рейтинг Game Rankings, основанный на 21-м обзоре, составил 76 %. Компакт-диск с игрой сейчас является объектом коллекционирования, поскольку никогда не переиздавался в рамках серии Greatest Hits.